# Robert Behrend
Robert Behrend (Harburg, 1856 – Hannover, 1926) è stato un chimico tedesco.

## Biografia
Dopo aver iniziato gli studi di diritto nel 1876, si trasferì l'anno successivo a Lipsia ove studiò chimica fino al conseguimento del dottorato di ricerca nel 1881 con l'opera: Über substituirte Sulfamide und Amidosulfonchloride. Dal 1881 al 1887 fu assistente presso l'Istituto chimico-fisico dell'Università di Lipsia ed infine assistente fino al 1895 del I Laboratorio Chimico dell'Università. Allievo del futuro Premio Nobel Wilhelm Ostwald, nel 1885 ottenne l'abilitazione alla libera docenza con l'opera  Versuche zur Synthese von Körpern der Harnsäurereihe. Insegnò quindi come libero docente di chimica presso l'Università di Lipsia dal 1885 al 1889. Nel 1890 divenne membro dell'Accademia Cesarea Leopoldina. Dal 1895 al 1897 insegnò chimica organica e chimica fisica come libero docente presso la Scuola Superiore Tecnica di Hannover, divenendone professore titolare.
Nel 1886 sposò Elisabetta Tischendorf, figlia del teologo Constantin Tischendorf.

## Pubblicazioni
Pubblicò insieme ad Oscar Rosen l'opera che gli aveva procurato l'abilitazione sulla Chemische Berichte. In esso egli dimostrava che l'acido urico è un derivato dalle purine, forniva un suggerimento sulla formula esatta delle purine e descriveva un processo di sintesi dell'acido urico.
Egli compì anche la prima titolazione potenziometrica e fornì importanti indicazioni sulla struttura ad anello del glucosio nelle sue forme α- e β.
Nel 1893 intraprese lavori sulla titolazione potenziometrica, che furono poi portati avanti dal chimico tedesco Wilhelm Böttger (1871–1949).
Fu anche membro dell'Accademia sassone degli scienziati (Sächsischen Akademie der Wissenschaften) di Lipsia.

## Opere
- (DE)  Synthese der Harnsäure; in: Ann. d. Chem. 251; 1889
- (DE)  Versuche zur Synthese von Körpern aus der Harnsäurereihe; in: Ann. d. Chem. 229, 331; 1885